# Malaconothrus rohri
Malaconothrus rohri är en kvalsterart som beskrevs av P. Balogh 1997. Malaconothrus rohri ingår i släktet Malaconothrus och familjen Malaconothridae. Inga underarter finns listade i Catalogue of Life.